# 가족수첩
《가족수첩》은 1987년 10월 18일에 MBC TV에서 방영된 베스트셀러극장이다.

## 줄거리
공장을 운영하면서 아버지 없이 1남 3녀를 키워온 어머니(나문희)는 공장이 부도가 나자 큰 충격을 받아 치매 현상을 일으키면서 쓰러지고 만다. 그러나 어머니가 쓰러지자 의사와 결혼한 큰 언니 승미(김혜옥)는 셋방 하나 얻어주고 약만 지어 보낼 뿐 집에 들르기를 싫어하고 오빠(박찬환)와 작은 언니 승주(이상숙)는 돈을 벌어야겠다면서 집을 나가 행방이 묘연해지면서, 어머니를 돌볼 책임은 막내인 승미(서갑숙)가 떠맡게 된다. 승미는 학교에 갈 때만은 어쩔 수 없이 어머니의 방문을 걸어 잠그지만 그 외에는 늘 어머니의 회복을 믿고 어머니를 정성껏 간호하는데...

## 출연
- 나문희
- 서갑숙
- 박찬환
- 이상숙
- 김혜옥
- 박영지
- 이숙
- 조형기
- 이정훈
- 문회원
- 김순경
- 이경순
- 박예숙
- 임미미
- 김두삼
- 임재경
- 정명환
- 정석원